# Episodi di Tutti al college (prima stagione)
La prima stagione della serie televisiva Tutti al college è stata trasmessa in anteprima negli Stati Uniti d'America dalla NBC tra il 24 settembre 1987 e il 7 luglio 1988.
| nº | Titolo originale                                        | Titolo italiano                  | Prima TV USA      | Prima TV Italia |
| -- | ------------------------------------------------------- | -------------------------------- | ----------------- | --------------- |
| 1  | Reconcilable Differences                                | Differenze conciliabili          | 24 settembre 1987 | 29 marzo 1989   |
| 2  | Pilot                                                   | Pilot                            | 1º ottobre 1987   |                 |
| 3  | Porky de Bergerac                                       | Naso di maiale                   | 15 ottobre 1987   |                 |
| 4  | Those Who Can't... Tutor                                | Chi non sa… fa il tutor          | 22 ottobre 1987   |                 |
| 5  | War of the Words                                        | La guerra delle parole           | 29 ottobre 1987   |                 |
| 6  | Rudy and the Snow Queen                                 | Rudy e la Regina delle Nevi      | 5 novembre 1987   |                 |
| 7  | Sometimes You Get the Bear, Sometimes the Bear Gets You | Operazione Yoghi                 | 19 novembre 1987  |                 |
| 8  | If Chosen, I maggio Not Run                             | La gara di corsa                 | 3 dicembre 1987   |                 |
| 9  | Romancing Mr. Stone                                     | Un professore da conquistare     | 10 dicembre 1987  |                 |
| 10 | The Gift of the Magi                                    | Il regalo di Natale              | 17 dicembre 1987  |                 |
| 11 | Does He or Doesn't He?                                  | La scommessa                     | 7 gennaio 1988    |                 |
| 12 | Advise and Descent                                      | La settimana degli esami         | 14 gennaio 1988   |                 |
| 13 | The Prime of Miss Lettie Bostic                         | I migliori anni di Lettie Bostic | 21 gennaio 1988   |                 |
| 14 | Wild Child                                              | L'outsider                       | 4 febbraio 1988   |                 |
| 15 | Dr. Cupid                                               | Il dottor Cupido                 | 11 febbraio 1988  | 19 aprile 1989  |
| 16 | The Show Must Go On                                     | Lo spettacolo deve continuare    | 18 febbraio 1988  | 3 maggio 1989   |
| 17 | Mr. Hillman                                             | Mister Hillman                   | 25 febbraio 1988  | 10 maggio 1989  |
| 18 | Speech Therapy                                          | Ansia da presentazione           | 10 marzo 1988     |                 |
| 19 | Clair's Last Stand                                      | L'ultima resistenza di Clair     | 24 marzo 1988     |                 |
| 20 | If Only for One Night                                   | Anche solo per una notte         | 28 aprile 1988    |                 |
| 21 | Come Back, Little Eggby                                 | Torna, piccolo eggby             | 5 maggio 1988     |                 |
| 22 | My Dinner with Theo                                     | La mia cena con Theo             | 7 luglio 1988     |                 |